# ليتسانيلو
ليتسانيلو (بالإيطالية: Lizzanello)‏ هي بلدة وبلدية في مقاطعة ليتشي في إقليم بوليا في جنوب إيطاليا.

## السكان
في سنة 1861 بلغ عدد السكان 2٬515 نسمة، وتطور العدد ليصل في سنة 2011 لـ 11٬549 نسمة.
يظهر هذا المخطط البياني تطور النمو السكاني لـ ليتسانيلو